# Escravidão na Etiópia

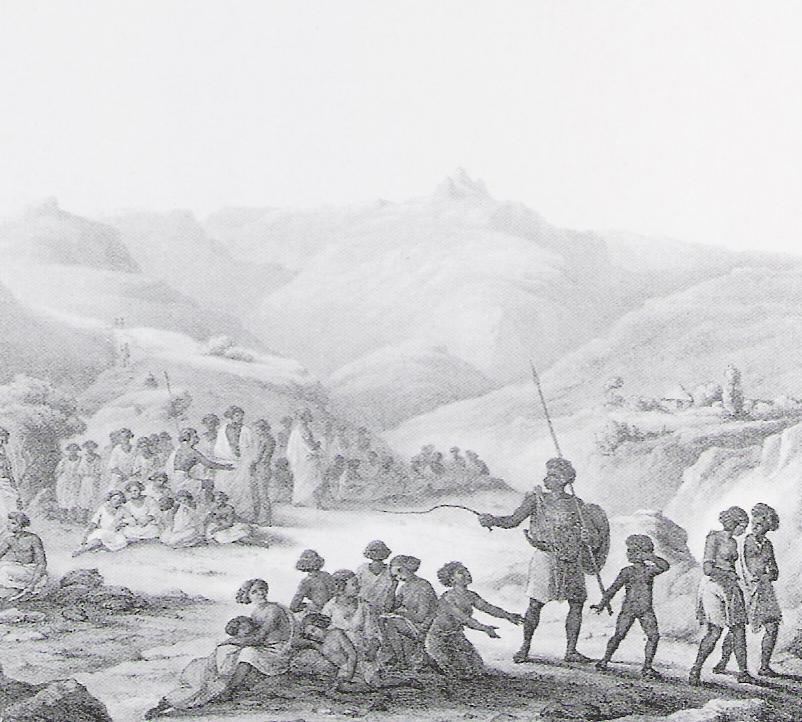
Escravos na Etiópia, século XIX

A escravidão na Etiópia foi um fenômeno integrante da sociedade etíope desde sua formação até o século XX. Os escravos eram tradicionalmente retirados dos grupos nilóticos que habitavam o interior do sul da Etiópia, bem como grupos omóticos. Prisioneiros de guerra eram outra fonte de escravos, embora o tratamento e deveres desses escravos fosse marcadamente diferente em comparação aos demais. Os escravos também eram vendidos no exterior como parte do tráfico árabe de escravos, servindo como concubinas, guarda-costas, servos e tesoureiros.
A escravidão na Etiópia foi abolida pela primeira vez durante o período de ocupação italiana, com a emissão de duas leis em outubro de 1935 e abril de 1936. O governo italiano aboliu escravidão como, além da intenção de libertar o povo etíope da escravidão, justificativa moral e valida para sua população e a comunidade internacional para a inclusão da Etiópia a seu império colonial. Após o fim da Segunda Guerra Mundial, a recém-restaurada monarquia etíope, em resposta à pressão dos invasores aliados, a Etiópia aboliu oficialmente a escravidão e a servidão involuntária em 26 de agosto de 1942.

## Características
A escravidão era fundamental para a ordem social, política e econômica da Etiópia medieval. O racismo no território era tradicionalmente dirigido principalmente a minorias étnicas, bem como a outros indivíduos do sul do país. Coletivamente, esses grupos são conhecidos localmente como barya, termo depreciativo que denota originalmente descendência de escravos, independentemente da história familiar do indivíduo.
A escravidão diferia dependendo da classe de escravos em questão. Os escravos shanqella "tiqur" (literalmente "pretos", com a conotação de pele escura) eran vendidos em geral por um preço baixo. Eles também recebiam principalmente o trabalho duro na casa e no campo. Por outro lado, os escravos oromo e sidama "qay" (literalmente "vermelhos", com a conotação de pele clara) tinham um valor muito mais alto e eram cuidadosamente classificados de acordo com a ocupação e a idade: crianças muito jovens até dez anos de idade eram chamados de "mamul". Seu preço era um pouco menor do que o de meninos de dez a dezesseis anos de idade. Conhecidos como "gurbe", os homens jovens eram treinados como servos pessoais. Os homens na casa dos vinte se chamavam "kadama". Uma vez que eram considerados além da idade de formação, eles eram vendidos por um preço ligeiramente inferior aos gurbe. O valor de um homem diminuía com a idade.
As mulheres mais estimadas e desejadas eram meninas na adolescência, chamadas "wosif". As mais atraentes dentre elas estavam destinadas a se tornar esposas e concubinas. As mulheres mais velhas eram avaliadas de acordo com sua capacidade de realizar tarefas domésticas, bem como por sua força física.
Segundo o egiptólogo Henry Salt, os abissínios das montanhas também caçavam ativamente os shanqella durante o século XIX. Após a abolição do comércio de escravos na década de 1940, os shanqella e barya libertados eram tipicamente empregados como mão de obra não qualificada.
Tradicionalmente, o racismo contra os que eram vistos como baryas transcendia a classe do indivíduo e permanecia em vigor, independentemente de sua posição social ou da de seus pais. Embora outras populações na Etiópia também tenham enfrentado graus variados de discriminação, pouco dessa adversidade ocorreu por contraste devido às diferenças raciais. Em vez disso, estavam mais tipicamente enraizadas em disparidades de classe e competição por status econômico. Os oromos, por exemplo, não são considerados pelos grupos montanheses como sendo baryas, devido às características físicas semelhantes entre os oromos e os abissínios.

## História
Na Etiópia, a escravidão era legal e generalizada, sendo fundamental para a ordem social, política e econômica; a captura de escravos era endêmica em algumas áreas, e o comércio de escravos era um modo de vida. A maior entidade política escravocrata no Chifre da África antes do século XIX era o Império Etíope. Embora o tráfico de escravos intercontinental fosse substancial, o planalto da Etiópia era o maior consumidor de escravos da região.
O racismo no território era tradicionalmente dirigido principalmente a minorias étnicas, assim como a outros indivíduos do sul do país. Coletivamente, esses grupos são conhecidos localmente como barya, termos depreciativos que denotam descendência de escravos, independentemente do histórico familiar do indivíduo. Os abissínios também capturavam ativamente membros da etnia shanqella durante o século XIX.
Embora outras populações na Etiópia também tenham enfrentado diferentes graus de discriminação, pouco dessa adversidade foi em contraste devido às diferenças raciais. Em vez disso, era mais tipicamente enraizado em disparidades de classe e competição por status econômico. Os oromo e gurage , por exemplo, não considerados pelos grupos do planalto como sendo racialmente barya, devido às suas características físicas semelhantes.

### Tráfico árabe de escravos

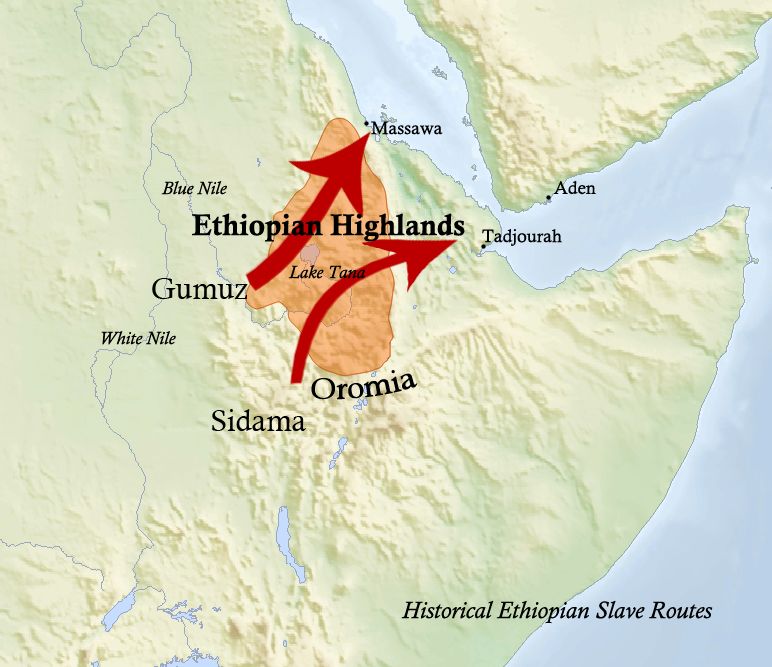
Rotas históricas do tráfico de escravos etíope

O comércio de escravos no Oceano Índico foi multidireccional e mudou ao longo do tempo. Para satisfazer a procura de mão-de-obra servil, os escravos vendidos a comerciantes de escravos muçulmanos por caçadores de escravos locais, chefes etíopes e reis do interior, foram vendidos ao longo dos séculos a clientes no Egipto, Península Arábica, Golfo Pérsico, Índia, Extremo Oriente, Ilhas do Oceano Índico, Somália e Etiópia[
Durante a segunda metade do século XIX e início do século XX, os escravos trazidos da Etiópia tinham uma alta demanda nos mercados da península arábica e em outras partes do Oriente Médio. As principais fontes desses escravos, que saiam pelos portos de Matama, Massaua e Tadjoura no Mar Vermelho, eram as partes do sudoeste da Etiópia onde vivem os oromo e os sidama.
Eram principalmente empregados domésticos, embora alguns servissem como trabalhadores agrícolas, ou como carregadores de água, pastores, marinheiros, condutores de camelos, carregadores, lavadeiras, pedreiros, vendedores e cozinheiros. Os homens mais afortunados trabalhavam como funcionários ou guarda-costas do governante e emires, ou como gerentes de negócios para comerciantes ricos. Eles desfrutaram de liberdade pessoal significativa e ocasionalmente possuíam escravos próprios. Além de garotas javanesas e chinesas trazidas do Extremo Oriente, jovens mulheres etíopes estavam entre as concubinas mais valorizadas. As mais belas costumavam desfrutar de um estilo de vida rico e se tornavam amantes da elite ou até mesmo mães de governantes.
A rota de saída mais importante para os escravos etíopes foi, sem dúvida, Massaua. Rotas comerciais de Gondar, localizadas nas terras altas da Etiópia, levaram a Massaua via Adwa. Os condutores de  escravos de Gondar levavam de 100 a 200 escravos em uma única viagem a Massaua, a maioria dos quais era do sexo feminino.
Um pequeno número de eunucos era também adquirido pelos muçulmanos mercadores de escravos  na parte sul da Etiópia. Esses infelizes eram na sua maioria crianças pequenas, que eram  vendidos aos preços mais altos nos mercados globais islâmicos por causa de sua raridade. Eles serviram nos haréns dos abastados e nos  lugares sagrados. Alguns dos jovens tinham sido castrados  como resultado de práticas bárbaras de guerra naquela zona,  mas a maioria veio do principado de Badi Folia na região de Jimma, situada a sudeste de Enarea. Os governantes oromo locais ficaram tão perturbados com o costume que expulsaram de seus reinos todos os que o praticavam, o que não impediu o comércio.

### Período moderno
Antes da expansão do Império etíope em direção ao sul, Asandabo, Saqa, Hermata e Bonga eram os principais mercados de escravos para o reino de Guduru, Limmu-Enaria, Jimma e Kaffa. As aldeias mercantis adjacentes a esses grandes mercados do sudoeste da Etiópia estavam invariavelmente cheias de escravos, que as classes mais altas trocavam pelas mercadorias importadas que cobiçavam. Os escravos foram levados para os grandes mercados de distribuição, como Basso, em Gojjam, Aliyu Amba e Abdul Resul, em Shewa. A principal fonte de escravos dos territórios do sul foram as contínuas guerras e invasões entre vários clãs e tribos que aconteciam há milhares de anos, e geralmente seguiam com a escravidão em grande escala, o que era muito comum durante as batalhas daquela época.
Frequentemente eram fornecidos escravos pelos governantes oromo e sidamo que invadiam seus vizinhos ou escravizavam seu próprio povo por crimes menores. De acordo com Donald Levine, era comum ver boranas fazendo escravos dos povos konso, oromos sendo vendido por outros clãs oromos e afares fazendo escravos de amara. A fome era outra fonte de escravos e, durante os períodos de seca recorrente e doenças generalizadas do gado, os mercados de escravos em todo o país eram inundados de vítimas da fome. Por exemplo, a Grande Fome de 1890-91 forçou muitas pessoas do norte cristão, assim como do sul da Etiópia, a vender seus filhos e, às vezes a si mesmos, a mercadores muçulmanos. Como a lei religiosa não permitia que os cristãos participassem do comércio, os muçulmanos dominavam o tráfico de escravos, indo cada vez mais longe para encontrar suprimentos.
Em 1880, Menelik II, o governante amara da província etíope de Shoa, começou a invadir Oromia. Isso foi em grande parte em retaliação à Expansão Oromo do século XVI, bem como à Zemene Mesafint ("Era dos Príncipes"), período durante o qual uma sucessão de governantes feudais Oromo dominou os planaltos etíopes. A principal delas era a dinastia Yejju, que incluía Aligaz de Yejju e seu irmão Ali I de Yejju. Ali I fundou a cidade de Debre Tabor, que se tornou a capital da dinastia. A expansão oromo do século XVI absorveu muitos povos indígenas dos reinos que faziam parte do império abissínio. Alguns povos e reinos registrados historicamente incluem Reino de Damot, Reino de Ennarea, Sultanato de Showa, Sultanato de Bale, Gurage, Gafat, província de Ganz, Maya, Hadiya Sultanato, Fatagar, Sultanato de Dawaro, Werjih, Gidim, Sultanato Adal, Sultanato de Ifat e outras pessoas do Império Abissínio foram feitas gabaros (servos) enquanto os nomes antigos nativos dos territórios foram substituídos pelo nome dos clãs oromo que os conquistaram. Os oromos adotaram os gabbaros em massa, adotando-os ao qomo (clã) em um processo conhecido como Mogasa e Gudifacha. Através da adoção coletiva, os grupos afiliados receberam novas genealogias e começaram a contar seus supostos ancestrais da mesma maneira que seus parentes adotivos, e como gabarro eles foram obrigados a pagar seus tributos e prestar serviço para seus conquistadores.
No sul da Etiópia, os reis gibe e kaffa exerceram seu direito de escravizar e vender os filhos de pais muito empobrecidos para pagar seus impostos. Guma era um dos estados Gibe que se une a Enarea onde o Abba Bogibo governava e, sob seu governo, os habitantes de Guma eram, mais que os de qualquer outro país, condenados à escravidão. Antes da adoção do islamismo por Abba Rebu, o costume de vender famílias inteiras como punição por crimes menores feitos por um único indivíduo era algo costumeiro.
Nos estados oromo dos vales dos rios Gibe e Didessa, o trabalho agrícola e industrial era realizado principalmente por trabalho escravo. Os estados do Gibe incluem Jime, Gudru, Limmu-Enarya e Gera. Adjacente aos estados ocidentais de Oromo, existia o reino de Kaffa, bem como outros estados do sul nas bacias dos rios Gojeb e Omo, onde os escravos eram os principais produtores agrários. Nos estados do Gibe, um terço da população geral era composta de escravos, enquanto os escravos estavam entre metade e dois terços da população geral nos reinos de Jimma, Kaffa, Walamo, Gera, Janjero e Kucha. Até Kaffa reduziu o número de escravos em meados do século XIX, temendo sua grande população vinculada. O trabalho escravo no setor agrícola no sudoeste da Etiópia significava que os escravos constituíam uma proporção maior da população em geral quando comparados ao norte da Etiópia, onde os produtores agrários são principalmente gabbars livres.

## Abolição

### Tentativas de abolição
Os esforços iniciais para abolir a escravidão na Etiópia remontam ao início da década de 1850, quando o imperador Teodoro II proibiu o comércio de escravos em seu domínio, embora sem muito efeito. Somente a presença dos britânicos no Mar Vermelho resultou em uma pressão real sobre o comércio. Tanto o Imperador Teodoro II como o Imperador João IV proibiram a escravidão, mas como todas as tribos não eram contra a escravidão e o país estava cercado por todos os lados por invasores e comerciantes de escravos, não foi possível suprimir totalmente essa prática mesmo no século XX. Em meados da década de 1890, Menelik II estava ativamente suprimindo o comércio, destruindo notórios mercados de escravos e punindo os donos de escravos com amputação. Segundo Chris Prouty, Menelik proibiu a escravidão,mas mudar a mente de seu povo em relação a essa prática milenar, que era amplamente prevalente em todo o país era algo que estava além de sua capacidade.
Para obter reconhecimento internacional de sua nação, Haile Selassie solicitou formalmente a adesão à Liga das Nações em 1919. A admissão da Etiópia foi inicialmente rejeitada devido a preocupações com a posse de escravos, o comércio de escravos e o comércio de armas. A Itália e ao Reino Unido lideraram a oposição, afirmando que a Etiópia independente ainda não era civilizada o suficiente para se juntar a uma organização internacional de nações livres. O país foi finalmente admitido em 1923, após a assinatura da Convenção de Saint-Germaine para suprimir a escravidão. A Liga mais tarde formou uma Comissão Temporária de Escravidão em 1924 para investigar a escravidão em todo o mundo. Apesar das medidas aparentes, a escravidão continuou sendo legal na Etiópia, mesmo tendo assinado a Convenção sobre a Escravidão de 1926.

### Abolição bem sucedida
A abolição da escravidão tornou-se uma alta prioridade para o regime de Haile Selassie, que começou em 1930. Sua política era anunciar a abolição enquanto implementava-a gradualmente para evitar perturbar a economia rural. A pressão internacional para o fim da escravidão na Etiópia foi mobilizada principalmente pelo Reino Unido, que trabalhou por meio da Liga das Nações, que exigia a abolição para aprovar a entrada do país na organização.
Com a intenção de abolir a escravidão (e resolver um incidente na fronteira), a Itália invadiu a Etiópia em 1935, sendo alvo de condenação da comunidade internacional que buscava status quo. Durante o domínio italiano, o governo emitiu duas leis em outubro de 1935 e em abril de 1936, que  libertaram mais de 420.000 pessoas. Após a invasão dos aliados, o imperador Haile Selassie voltou ao poder e novamente legalizou a escravidão, mas que porém foi abolida por pressão dos dos invasores aliados.

## Legado social
Embora a escravidão tenha sido abolida na década de 1940, os efeitos da instituição persistem. Por exemplo, o ex-presidente etíope Mengistu Haile Mariam esteve praticamente ausente da imprensa do país nas primeiras semanas de sua tomada do poder, em 1974. Ele também evitou conscientemente fazer aparições públicas, também na crença de que sua aparência não se encaixaria bem com a elite política deposta do país, particularmente os amara. Por outro lado, a ascensão de Mengistu ao poder foi encarada pelos grupos shanqella do sul como uma vitória pessoal, sendo ele supostamente filho de um ex-escravo. Ainda existe discriminação étnica contra as comunidades barya e shanqella na Etiópia, afetando o acesso dessas pessoas à oportunidades e recursos políticos e sociais.
Alguns escravos da Etiópia ou seus descendentes também ocuparam posições sociais mais altas. Abramo, um governante do sul da península arábica do século VI que liderou um exército de 70.000, nomeado pelos axumitas, havia sido escravo de um comerciante bizantino no porto etíope de Adúlis. Habte Giyorgis Dinagde e Balcha Abanefso eram originalmente escravos tomados como prisioneiros de guerra na corte de Menelik II, que acabaram se tornando tão poderosos, especialmente Habte, que tornou-se ministro da guerra e primeiro ministro do império. Ejegayehu Lema Adeyamo, mãe do imperador Menelik, também era escrava.